# Langues officielles de l'Inde

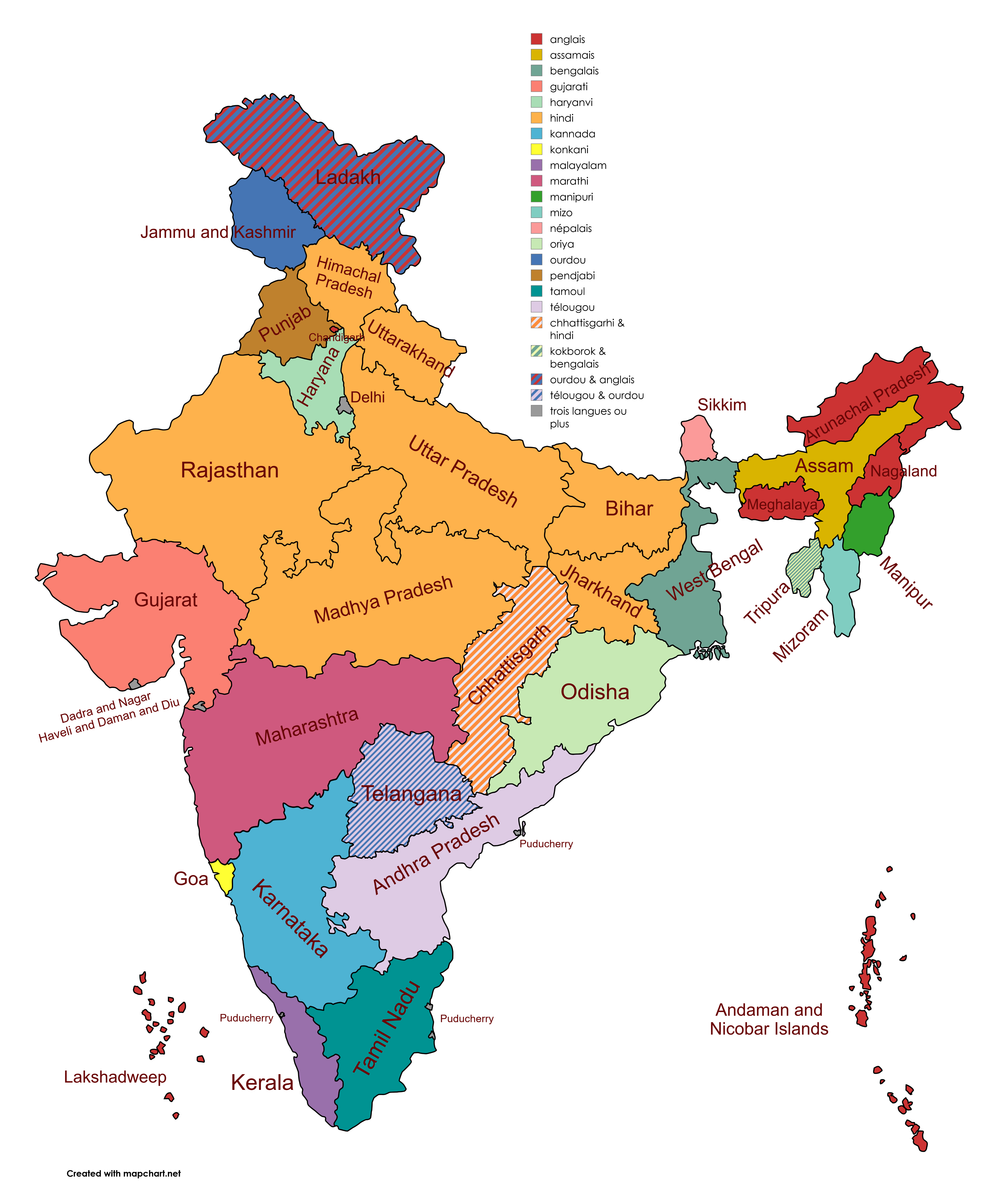
Carte des langues officielles des provinces de l'Inde.

Le présent article liste les langues ayant un statut officiel en Inde.

## Langues officielles de l’Union indienne
En 1950, l’article 343 de la Constitution de l'Inde, déclare que le hindi écrit en devanagari est la langue officielle de l’Union.
Sauf si le Parlement en décide autrement, l’utilisation de l’anglais pour des usages officiels doit cesser quinze ans après l’entrée en vigueur de la Constitution, donc le 26 janvier 1965.
La perspective du changement alarme les habitants non hindiphones en particulier les locuteurs des langues dravidiennes dont les langues n’ont aucun lien avec le hindi.
C’est pourquoi le Parlement de l'Inde a promulgué la Loi de 1963 sur les langues officielles, qui autorise l’usage de l’anglais dans des contextes officiels à côté de l'hindi après 1965.
Fin 1964, le gouvernement central propose de mettre fin à l’usage officiel de l’anglais mais cette tentative rencontre des protestations d’États comme le Tamil Nadu, le Bengale-Occidental, le Karnataka, Pondichéry et l’Andhra Pradesh.
Certaines protestations seront violentes.
En conséquence la proposition est retirée, et en 1967 l’acte est amendé assurant que l’usage de l’anglais ne prendrait pas fin avant qu’une résolution à cet effet ne soit votée par chaque État n’ayant pas adopté le hindi comme langue officielle, et par chacun des chambres du Parlement de l'Inde.
La position actuelle est que le gouvernement de l'Inde continue à utiliser l’anglais en plus du hindi pour ses besoins officiels, comme langue officielle secondaire, tout en demandant de mettre en place et de réaliser un programme tendant à augmenter progressivement l’usage du hindi.
La politique donnant comme le statut de seule langue officielle principale de l’Union au hindi au sein du gouvernement fédéral, à côté de l'anglais langue seconde de travail et de communication entre les bureaux centraux s’applique à la totalité de l’Union (à l’exception notable de l’État du Tamil Nadu où les bureaux centraux du gouvernement sont autorisés à utiliser la langue officielle de cet État, y compris dans leurs communications avec le gouvernement central, qui a la charge de produire des traductions en hindi ou dans la langue officielle de cet État). Les autres bureaux centraux dans le reste de l’Union doivent utiliser le hindi ou l’anglais et le pays est divisé en trois zones A, B et C où :
- les bureaux présents dans la région A (incluant le gouvernement de l’Union) ne peuvent communiquer entre eux qu’en hindi et ne sont pas soumis à l’obligation de produire une traduction en anglais ;
- les bureaux présents dans la région B peuvent communiquer entre eux ou avec ceux de la région A qu’en hindi ou en anglais, à charge pour les bureaux de la région A de produire la traduction en hindi si la communication est faite avec un bureau de la région B ;
- les bureaux présents dans la région C peuvent communiquer entre eux en hindi ou en anglais mais ne sont pas tenus de produire une traduction en hindi ou en anglais qui est produite par les bureaux des régions A et B avec qui communiquent les bureaux de la région C.
- Dans chaque État ou Territoire de l’Union, le gouvernement local détermine ses langues officielles (qui peuvent n’être ni l’anglais ni le hindi, même dans la région A) et les éventuelles autres langues de travail reconnues localement pour les communications avec leurs districts ou conservée par la politique culturelle locale. La maîtrise suffisante du hindi est de plus en plus demandée dans tous les États et Territoires (sauf le Tamil Nadu) pour le personnel administratif devant travailler localement avec le gouvernement ou les institutions fédérales de l’Union, le but étant[réf. souhaitée] de graduellement évoluer vers un usage accru du hindi tout en préservant les besoins des populations locales.

## Langues officielles des États et Territoires de l’Union
L'Inde compte 860 langues « indiennes » (22 d'entre elles étant reconnues par la Constitution de l'Inde comme langues régionales), donc 838 langues vernaculaires. Deux langues sont officielles : le hindi et l'anglais. Les langues de l'Inde appartiennent à l'une des familles suivantes : indo-aryenne, dravidienne, tibéto-birmane, austro-asiatique et andamane. 

| No. | État ou Territoire                    | Statut                              | Capitale           | Régime linguistique officiel dans l’Union | Langues officielles de l’État ou du Territoire | Autres langues reconnues officiellement      |
| --- | ------------------------------------- | ----------------------------------- | ------------------ | ----------------------------------------- | ---------------------------------------------- | -------------------------------------------- |
| 1.  | Andhra Pradesh                        | État                                | Hyderabad          | Région C                                  | télougou                                       | ourdou                                       |
| 2.  | Arunachal Pradesh                     | État                                | Itanagar           | Région C                                  | anglais                                        |                                              |
| 3.  | Assam                                 | État                                | Dispur             | Région C                                  | assamais                                       | bengali et bodo,                             |
| 4.  | Bengale-Occidental                    | État                                | Calcutta           | Région C                                  | bengali                                        | anglais, hindi, ourdou et népalais           |
| 5.  | Bihar                                 | État                                | Patna              | Région A                                  | hindi                                          | ourdou                                       |
| 6.  | Chhattisgarh                          | État                                | Raipur             | Région A                                  | chhattisgarhi et hindi                         |                                              |
| 7.  | Goa                                   | État                                | Panaji             | Région C                                  | konkani                                        | portugais                                    |
| 8.  | Gujarat                               | État                                | Gandhinagar        | Région B                                  | gujarati                                       |                                              |
| 9.  | Haryana                               | État                                | Chandigarh         | Région A                                  | haryanvi                                       | pendjabi                                     |
| 10. | Himachal Pradesh                      | État                                | Shimla             | Région A                                  | hindi                                          |                                              |
| 11. | Jharkhand                             | État                                | Ranchi             | Région C                                  | hindi                                          | santali et bengali                           |
| 12. | Karnataka                             | État                                | Bangalore          | Région C                                  | kannada                                        |                                              |
| 13. | Kerala                                | État                                | Thiruvananthapuram | Région C                                  | malayalam                                      | anglais                                      |
| 14. | Madhya Pradesh                        | État                                | Bhopal             | Région C                                  | hindi                                          |                                              |
| 15. | Maharashtra                           | État                                | Mumbai             | Région B                                  | marathi                                        |                                              |
| 16. | Manipur                               | État                                | Imphal             | Région C                                  | meitei (manipuri)                              | anglais                                      |
| 17. | Meghalaya                             | État                                | Shillong           | Région C                                  | anglais                                        | khasi et garo                                |
| 18. | Mizoram                               | État                                | Aizawl             | Région C                                  | mizo                                           |                                              |
| 19. | Nagaland                              | État                                | Kohima             | Région C                                  | anglais                                        |                                              |
| 20. | Odisha                                | État                                | Bhubaneswar        | Région C                                  | oriya                                          |                                              |
| 21. | Pendjab                               | État                                | Chandigarh         | Région B                                  | pendjabi                                       |                                              |
| 22. | Rajasthan                             | État                                | Jaipur             | Région A                                  | hindi                                          |                                              |
| 23. | Sikkim                                | État                                | Gangtok            | Région C                                  | népalais                                       |                                              |
| 24. | Tamil Nadu                            | État                                | Chennai            | –                                         | tamoul                                         | anglais                                      |
| 25. | Telangana                             | État                                | Hyderabad          | Région C                                  | télougou, ourdou                               | [ 12 ]                                       |
| 26. | Tripura                               | État                                | Agartala           | Région C                                  | bengali et kokborok                            | anglais, hindi, manipuri et chakma           |
| 27. | Uttarakhand                           | État                                | Dehradun           | Région A                                  | hindi                                          | sanskrit                                     |
| 28. | Uttar Pradesh                         | État                                | Lucknow            | Région A                                  | hindi                                          | ourdou                                       |
| A.  | Îles Andaman-et-Nicobar               | Territoire de l’Union               | Port Blair         | Région A                                  | anglais                                        | bengali, hindi et tamoul                     |
| B.  | Chandigarh                            | Territoire de l’Union               | Chandigarh         | Région B                                  | anglais                                        | pendjabi                                     |
| C.  | Dadra et Nagar Haveli et Daman et Diu | Territoire de l’Union               | Daman              | Région B                                  | konkani, marathi, hindi et gujarati            |                                              |
| D.  | Delhi                                 | Territoire de la capitale nationale | Delhi              | Région A                                  | hindi, pendjabi et ourdou                      |                                              |
| E.  | Jammu-et-Cachemire                    | Territoire de l’Union               | Jammu et Srinagar  | Région C                                  | ourdou                                         | anglais                                      |
| F.  | Ladakh                                | Territoire de l’Union               | Leh et Kargil      | Région C                                  | ourdou et anglais                              | ladakhi et tibétain                          |
| G.  | Lakshadweep                           | Territoire de l’Union               | Kavaratti          | Région C                                  | anglais                                        | malayalam                                    |
| H.  | Pondichéry                            | Territoire de l’Union               | Pondichéry         | Région C                                  | français, tamoul et anglais                    | malayalam (pour Mahé), télougou (pour Yanam) |

## Annexe 8 de la Constitution
L’annexe 8 de la Constitution indienne liste 22 langues planifiées. À l’époque où la Constitution est programmée, l’appartenance à cette liste signifie que la langue a droit d’être représentée à la Commission des langues officielles de l’Inde et que cette langue est l’une des bases pouvant servir à enrichir l’hindi.
Depuis cette liste a pris une importance nouvelle. Le Gouvernement de l’Union est maintenant dans l’obligation de prendre des mesures pour le développement de ces langues afin qu’elles s’enrichissent rapidement et deviennent des moyens efficaces de communiquer des connaissances modernes. En plus, un candidat à un examen à un niveau supérieur dans un service public a droit d’utiliser toute langue de cette liste pour répondre.
Cette liste exclut les langues européennes issues de l’ancienne colonisation (anglais, français et portugais), alors qu’elles sont encore officielles soit sur le plan national soit dans les États ou Territoires (qui peuvent aussi seulement les reconnaître pour leurs minorités sans les officialiser), mais ces langues ne sont pas en danger et participent à des programmes internationaux de coopération culturelle et restent importantes pour la communication internationale de l’Inde. La liste inclut cependant deux langues pratiquées aujourd’hui par des minorités très faibles et qui n’ont pas de statut officiel aussi bien sur le plan national que régional ou local, mais qui sont étymologiquement et culturellement importantes pour le hindi (ces deux langues, le sindhi et le sanskrit, sont indo-aryennes comme le hindi). D’autres langues minoritaires ne font l’objet de protection que par la politique culturelle régionale ou locale, sans protection organisée au niveau national. Certaines langues indiennes ne disposent d'aucun statut officiel. Certaines de ces langues non reconnues sont parlées par plus de cinq millions de locuteurs, comme le bhili et le gondi.
Le tableau suivant liste les langues de l’annexe 8 (en mai 2007, triée ici par nombre de locuteurs dans chaque groupe) :
| Groupe                  | Langue               | Nombre de locuteurs (en millions, en 2001) | États, territoires ou régions |
| ----------------------- | -------------------- | ------------------------------------------ | --- |
| indo-aryen              | hindi                | 258 – 422                                  | États du Bihar, du Chhattisgarh, de l’Haryana, de l’Himachal Pradesh, du Jharkhand, du Madhya Pradesh, du Rajasthan, de l’Uttar Pradesh et de l’Uttarakhand. Territoires des Îles Andaman-et-Nicobar, de Chandigarh et de la capitale nationale Delhi. |
| indo-aryen              | bengali              | 83                                         | États de l’Assam, du Bengale-Occidental et du Tripura. Territoire des Îles Andaman-et-Nicobar. |
| indo-aryen              | marathi              | 72                                         | États de l’Maharashtra, de Goa et du Madhya Pradesh. Territoires de Dadra-et-Nagar-Haveli et de Daman-et-Diu. |
| indo-aryen              | ourdou               | 52                                         | États de l’Andhra Pradesh, du Bihar, de Jammu-et-Cachemire et de l’Uttar Pradesh. Territoire de la capitale nationale Delhi. |
| indo-aryen              | gujarati             | 46                                         | État du Gujarat. Territoires de Dadra-et-Nagar-Haveli et de Daman-et-Diu. |
| indo-aryen              | oriya                | 33                                         | État de l’Odisha. |
| indo-aryen              | pendjabi             | 29                                         | États de l’Haryana et du Pendjab. Territoires de Chandigarh et de la capitale nationale Delhi. |
| indo-aryen              | maïthili             | 12 – 32                                    | État du Bihar. |
| indo-aryen              | assamais             | 13                                         | États de l’Assam et de l’Arunachal Pradesh. |
| indo-aryen              | cachemiri            | 5,5                                        | État de Jammu-et-Cachemire. |
| indo-aryen              | konkani              | 2,5 – 7,6                                  | État de Goa, de Karnataka, du Kerala et du Maharashtra. |
| indo-aryen              | népalais             | 2,9                                        | État du Bengale-Occidental et du Sikkim. |
| indo-aryen              | sindhi               | 2,5                                        | (langue culturelle non régionale) |
| indo-aryen              | dogri                | 2,3                                        | État de Jammu-et-Cachemire. |
| indo-aryen              | sanskrit             | 0,01                                       | (langue culturelle non régionale) |
| dravidien               | télougou             | 74                                         | État de l’Andhra Pradesh. Territoires des Îles Andaman-et-Nicobar et de Pondichéry. |
| dravidien               | tamoul               | 61                                         | État du Tamil Nadu. Territoires des Îles Andaman-et-Nicobar et de Pondichéry. |
| dravidien               | kannada              | 38                                         | État du Karnataka. |
| dravidien               | malayalam            | 33                                         | État du Kerala. Territoires du Lakshadweep et de Pondichéry. |
| austroasiatique (munda) | santali              | 6,5                                        | Districts santals du Chota Nâgpur (États du Bihar; du Chhattisgarh, du Jharkhand et de l’Odisha). |
| tibéto-birman           | manipuri (et meitei) | 1,5                                        | État du Manipur. |
| tibéto-birman           | bodo                 | 1,4                                        | État de l’Assam. |